# Конголезькі дощові ліси

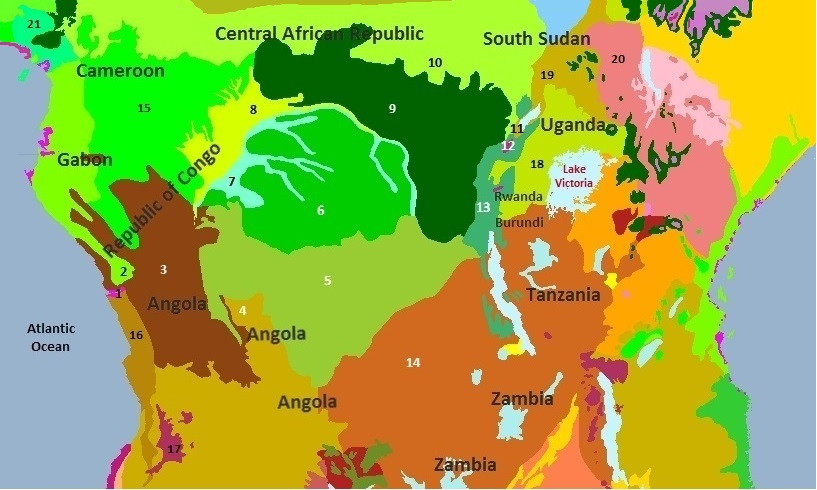
Екорегіони конголезьких дощових лісів: 2. Конголезькі прибережні ліси, 6. Рівнинні ліси Центрального Конго 7. Заболочені ліси Східного Конго, 8. Заболочені ліси Західного Конго, 9. Рівнинні ліси Північно-Східного Конго, 15. Рівнинні ліси Північно-Західного Конго

Конголезькі дощові ліси (англ. Congolian rainforests, фр. Forêts tropicales congolaises) — широкий пояс рівнинних тропічних вологих широколистяних лісів, розташований в Центральній Африці, переважно на території басейну Конго.

## Опис

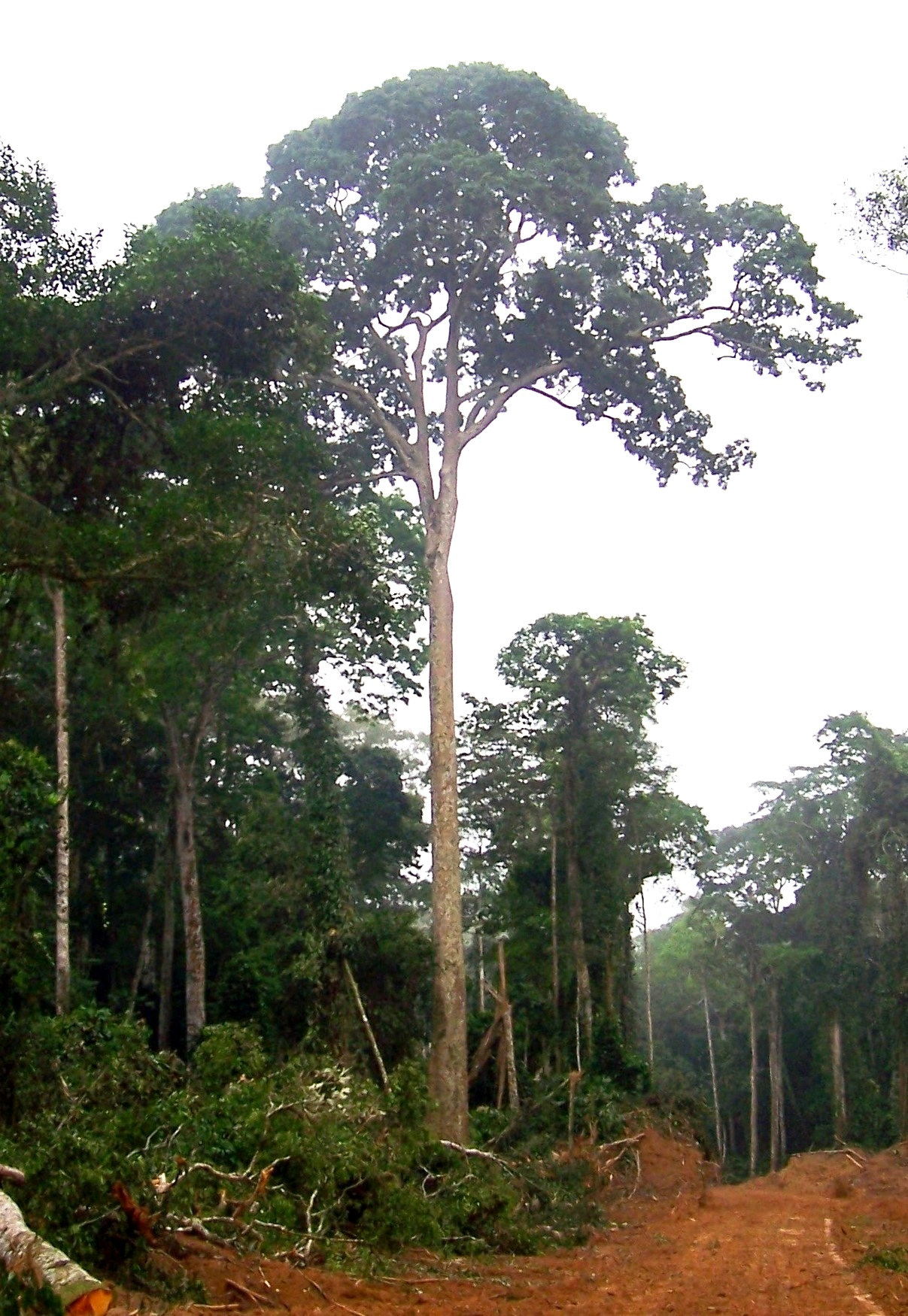
Дерево сапеле (Entandrophragma cylindricum) в Республіці Конго

Конголезькі дощові ліси є другим за величиною поясом тропічних лісів у світі після дощових лісів Амазонії. Він охоплює понад 2 000 000 км², простягається через територію шести країн та містить чверть тропічних лісів світу. Конголезькі дощові ліси охоплюють Південно-Східний Камерун, Габон, Республіку Конго, північну та центральну частини Демократичної Республіки Конго, континентальну частину Екваторіальної Гвінеї (Ріо-Муні) а також деякі райони Анголи та Центральноафриканської Республіки. Вони є домом для різноманітної флори і фауни, зокрема для понад 10 000 видів рослин та понад 10 000 видів тварин. За оцінками, у регіоні зустрічається понад чверть світових видів рослин. Тут живуть західні рівнинні горили (Gorilla gorilla gorilla), одні з найбільш рідкісних приматів у світі, а також звичайні шимпанзе (Pan troglodytes), бонобо (Pan paniscus), чорні колобуси (Colobus satanas) та червоні колобуси (Piliocolobus).
На півночі, півдні та південному заході Конголезькі дощові ліси переходять у більш сухі лісосавани, що представляють собою мозаїку сухих лісів, саван та лугів. На заході конголезькі ліси переходять у прибережні ліси Нижньої Гвінеї, які простягаються від Південно-Західного Камеруну до Південної Нігерії та Беніну. Ці лісові зони мають багато спільних рис, тому їх іноді об'єднують у Нижньогвінейсько-Конголезькі ліси. На сході, в горах Альбертінського рифту, що є частиною Східно-Африканського рифту, рівнинні конголезькі ліси переходять у гірські ліси Альбертінського рифту.

### Екорегіони
Всесвітній фонд дикої природи ділить конголезькі дощові ліси на шість окремих екорегіонів:
- Конголезькі прибережні ліси (Камерун, Екваторіальна Гвінея, Габон, Республіка Конго, Ангола, Демократична Республіка Конго)
- Рівнинні ліси Північно-Західного Конго (Камерун, Центральноафриканська Республіка, Габон, Республіка Конго)
- Заболочені ліси Західного Конго (Республіка Конго, Демократична Республіка Конго)
- Заболочені ліси Східного Конго (Демократична Республіка Конго)
- Рівнинні ліси Центрального Конго (Демократична Республіка Конго)
- Рівнинні ліси Північно-Східного Конго (Демократична Республіка Конго, Центральноафриканська Республіка)

## Флора і фауна

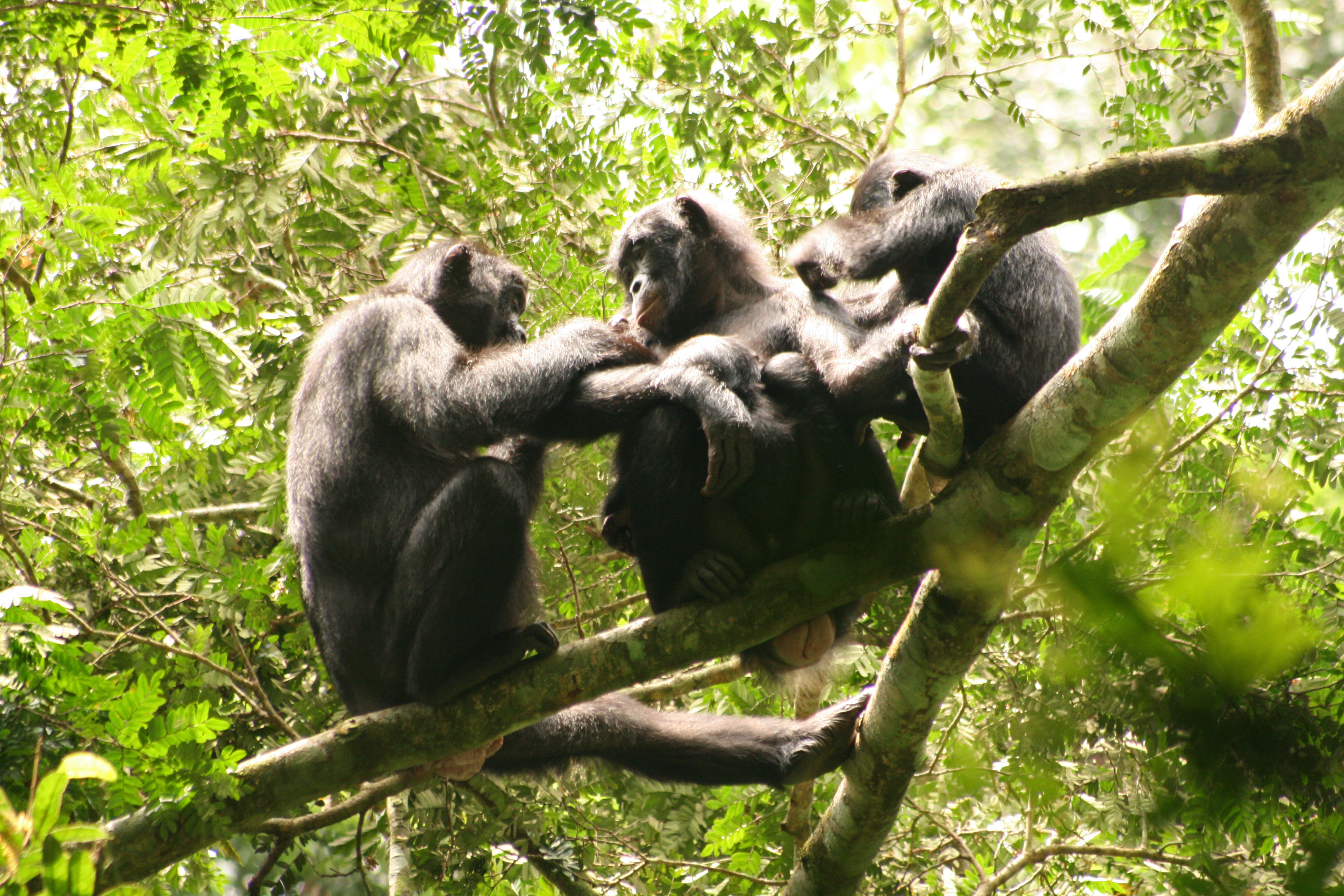
Бонобо (Pan paniscus) живуть на південь від річки Конго

Конголезькі дощові ліси вирізняються меншим різноманіттям, ніж дощові ліси Амазонії та Південно-Східної Азії. Тим не менш їх рослинний та тваринний світ є більш багатим та різноманітним, ніж у більшості інших місць на Землі. Тут росте близько 10 000 видів рослин, з яких близько 30 % з яких є ендемічними. Серед понад 400 видів ссавців, поширених в регіоні, слід відзначити лісових слонів (Loxodonta cyclotis), африканських леопардів (Panthera pardus pardus), лісових бонго (Tragelaphus eurycerus), китицевухих свиней (Potamochoerus porcus), звичайних шимпанзе (Pan troglodytes), бонобо (Pan paniscus), гірських горил (Gorilla beringei beringei), західних рівнинних горил (Gorilla gorilla gorilla) та ендемічних окапі (Okapia johnstoni). Також у дощових лісах регіону живе близько 1000 видів птахів та 700 видів риб.

## Збереження

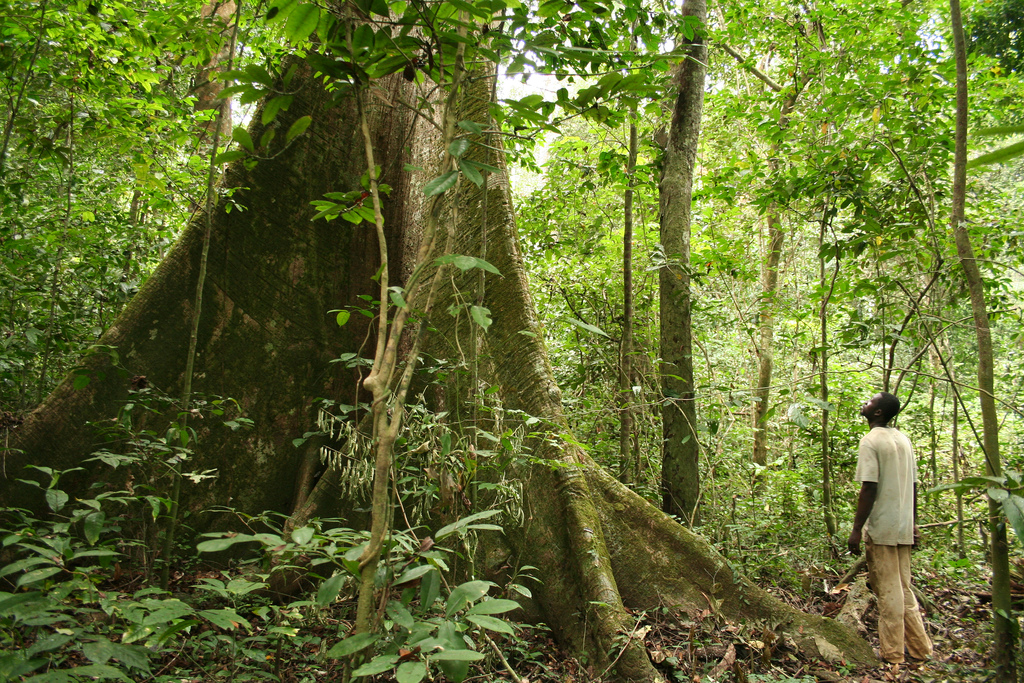
Дощовий ліс в Габоні

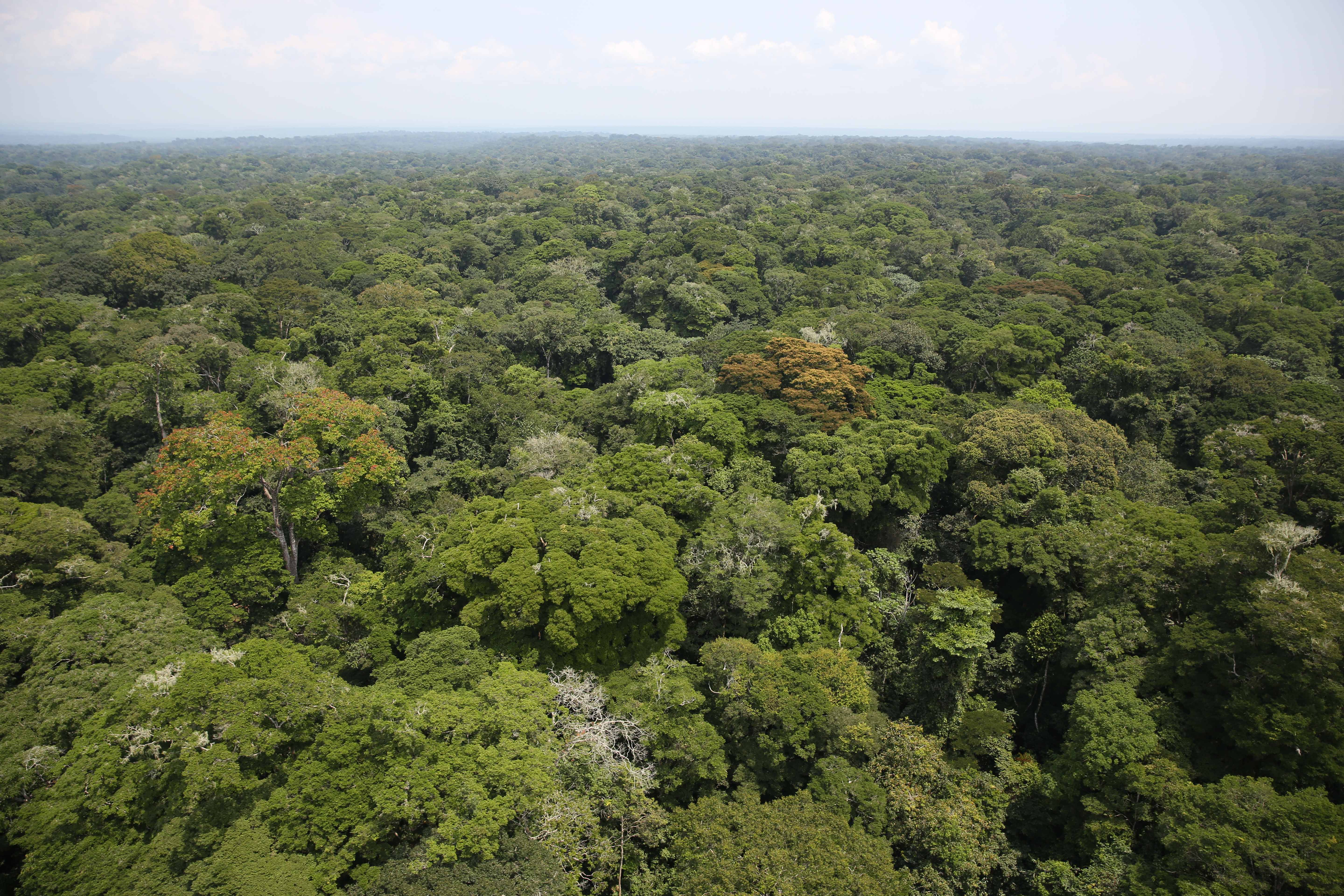
Дощовий ліс з висоти пташиного польоту

Загрозою для збереження дощових лісів є знищення та фрагментація лісових масивів внаслідок масової вирубки, створення плантацій олійної пальми та видобутку корисних копалин. Торгівля м'ясом диких тварин і браконьєрство виснажують дику природу регіону. Протягом 2000-х років щорічно знищувалося 0,3 % лісів регіону, що було найнижчим показником серед усіх великих регіонів дощових лісів у світі. З 2015 по 2019 рік темпи вирубки лісів у Демократичній Республіці Конго подвоїлися. У 2021 році вирубка конголезьких дощових лісів зросла на 5 %.